# رينا أويدا
رينا أويدا (上田麗奈 أويدا رينا) هي مؤدية اصوات يابانية ولدت في 17 يناير 1994 في محافظة توياما.

## أدوارها في الأنمي

### مسلسلات أنمي تلفزيونية
- لعبة داروين - شوكا كارينو[5]
- هاناياماتا - نارو سيكيا
- يورمنغاند PERFECT ORDER - إيلينا بابورين
- معارك القوى الغريبة في حياتنا اليومية - ناوي هاغيورا
- جبهة حاجز الدم - نيكا
- بريبارا - أجيمي كيكي
- طوكيو غول - تاغوتشي، هيديوشي ناغاتشيكا (أيام الطفولة), جيرو، ميساتو غوري
- طوكيو غول A√ - جيرو، شيزوكو كاواكامي، ميساتو غوري
- كروس آنج: رقصة الملاك و التنين - أكيهو
- في الواقع أنا - ميكان أكيمي
- متتابعة أكاديمية ميكاغورا - ميكا كاتاي
- ديمنشن دبليو - ميرا يوريساكي
- وورلد بريك السيف المقدس - إيلينا آلشافينا
- كيزناييفر - ياسومي
- كاليغولا - μ
- إس إس إس إس.غريدمان - أكاني شينجو
- ريل غيرل - سوميي أيادو
- ري لايف - آن أونويا
- أكاديميتي للأبطال - سايكو إينتيري
- بازيليسك: لفائف نينجا أوكا - روي
- آي دي 0 - أليس
- طريق السعادة في ألعاب الإنترنت - ليلي
- كاكيغوروي xx - روميا أورو
- ساكورا كوست - شيوري شينوميا
- دكتور ستون - روري
- فروتس باسكت (2019) - كيسا سوما
- أنا من اليابان - كومانشي يوزي
- حريم نهاية العالم - شيون هوشينو
- سولو ليفلينغ - يو جين هو، نينتا موروبيشي
- خطيئة تاكوبي الأصلية - شيزوكا كوزي[6]

### أفلام أنمي
| السنة | العنوان                        | الدور              |
| ----- | ------------------------------ | ------------------ |
|       | آرموني                         | جوري ماكينا        |
|       | ويك أب، جيرلز!: بيوند ذا بوتوم | ريكا تاكاشينا      |
| 2015  | هارموني                        | مياخ ميهي          |
|       | غودزيلا: مدينة على شفير القتال | ماينا              |
|       | ليتل ويتش أكاديميا             | جاسمينكا أنتونينكو |
| 2023  | مابوروشي                       | أتسومي ساغامي      |
| 2025  | رجل المنشار: آرك ريزي          | ريزي               |

## أدوارها في ألعاب الفيديو
- آيدولماستر ميليون لايف! - أومي كوساكا
- غرانبلو فانتسي - بنغي

## أدوارها في الدبلجة اليابانية
- شباب العدالة - زاتانا

## وصلات خارجية
- رينا أويدا على موقع IMDb (الإنجليزية)
- رينا أويدا على موقع ألو سيني (الفرنسية)
- رينا أويدا على موقع ميوزك برينز (الإنجليزية)
- رينا أويدا على موقع ديسكوغز (الإنجليزية)
- رينا أويدا على موقع قاعدة بيانات الفيلم (الإنجليزية)
- رينا أويدا على موقع كينوبويسك (الروسية)
- رينا أويدا على موقع كينوبويسك (الروسية)
- رينا أويدا على موقع ANN person (الإنجليزية)